# J.J. Bjerre
Jens Jakobsen Kokholm Bjerre (født 24. april 1847 i Tørring Sogn, død 25. september 1901 i København) var en dansk provst og politiker for Højre. Han var medlem af Landstinget fra 1890 til sin død i 1901 og kultusminister i regeringen Sehested, den sidste Højreregering før systemskiftet i 1901.

## Opvækst, uddannelse og erhverv
J.J. Bjerre blev født på gården Sønder Kokholm i Tørring Sogn ved Lemvig. Hans forældre var gårdejer Jakob Pedersen Bjerre (1812-1878) og hustru Ane Christensdatter (1820-1906). Han blev student som privatist i 1866 og var konstitueret førstelærer i Grenaa i 1870 og lærer på Efterslægtens skole i København fra 1879 til 1873. Samtidig med arbejdet som lærer blev han cand.theol. i 1872. Bjerre blev kapellan i Vester Hassing og Øster Hassing Sogne nord for Limfjorden, øst for Ålborg i 1873 og sognepræst i sognene i 1876. Han blev derforuden provst for Kær Herred i 1887. Han blev i 1893 formand for repræsentantskabet for livsforsikringsselskabet Fremtiden.

## Politisk karriere
Bjerre var aktiv i Højres partiorganisation i Aalborgkredsen i 1880'erne med bl.a. foredrag. Han stillede op for partiet i kredsen ved folketingsvalgene i 1887 og 1890, samt ved et suppleringsvalg 28. juni 1887, men uden at blive valgt. Han blev valgt til Landstinget i 7. landstingskreds ved Landstingsvalget i 1890 og genvalgt ved valget i 1898.
Han var formand for højres forretningsudvalg og ledede partiets agitations- og organisationsarbejde og fik derigennem stor indflydelse på partiets politik og politiske taktik. Han var blandt andet medvirkende til at få skoleloven af 24. marts 1899 gennemført. J.J. Bjerre var kultusminister i regeringen Sehested fra 27. april 1900 til 24. juli 1901.

## Familie
J.J. Bjerre var bror til de to folketingsmedlemmer P. Bjerre (Peder, 1855-1941) og K. Bjerre (Kristian, 1859-1937) som begge var Venstremænd. Han blev i 1899 gift med Ellen Toft (1865-1947).

## Død
J.J. Bjerre døde af kronisk nyrebetændelse, dengang kaldet den brightske syge (en), 25. september 1901. Han var allerede påvirket af sygdommen i sin ministertid. Bjerre er begravet på Garnisons Kirkegård i København.

## Hæder
Bjerre blev udnævnt til ridder af Dannebrog i 1892 og kommandør af 2. grad i 1901.